# Добровольческий украинский корпус
«Добровольческий украинский корпус» (укр. Добровольчий український корпус, ДУК) — добровольческое военизированное объединение, сформированное в июле 2014 года по инициативе украинской националистической организации «Правый сектор» для участия совместно с Вооружёнными силами Украины в боевых действиях на территории Донецкой области против вооружённых формирований самопровозглашённой Донецкой Народной Республики. Боевые подразделения ДУК ПС находились в оперативном подчинении командования антитеррористической операции (АТО), взаимодействуя с соседними частями ВСУ и НГУ. В апреле 2015 года по приказу командования АТО были отведены с линии фронта.
Командир — Андрей Стемпицкий (позывной — «Летун»), руководитель Центрального провода Всеукраинской организации «Тризуб» имени Степана Бандеры. Начальник штаба корпуса — Василь Малкович (позывной «Хорват», с 2 августа 2016 года). Начальник Главного штаба Корпуса — Олег Кузько (позывной — «Кулибин»)
В конце 2015 года лидер (проводник) «Правого сектора» Дмитрий Ярош вышел из него, объявив о создании на базе фронтовых подразделений корпуса Украинской добровольческой армии. Яроша поддержали некоторые командиры резервных батальонов ДУК, что вызвало волну сокращений и реорганизаций в структуре ДУК в 2016 году.

## Создание и боевое использование
16 июля 2014 года лидер праворадикального движения «Правый сектор» Дмитрий Ярош объявил о создании «Добровольческого украинского корпуса» на базе силового блока «Правого сектора»: «Я как Лидер „Правого сектора“ считаю необходимым все силы нашего движения (политической партии, общественной организации, силового блока) направить на борьбу с московской агрессией, уничтожение врагов украинского народа — террористов и сепаратистов, возвращение под полный контроль государства Донецкой и Луганской областей и Крымского полуострова…» Ярош призвал членов партии «Правый сектор» и общественной организации прекратить все «внутрипартийные распри» и отложить «борьбу за власть», направив все усилия на «политическое, информационное и материально-техническое обеспечение боевой деятельности Добровольческого украинского корпуса „Правого сектора“»: «Все, кто считает себя бойцом силового блока ПС, отныне переходят под командование Корпуса… Помните, что атаманщина и анархия играют на руку врагу и будут жёстко караться. Втягивание в криминальные разборки, „отжим“ бизнеса, давление на украинских предпринимателей ради собственного обогащения, „крышевание“ коррупционных схем и нелегального бизнеса — это действия, несовместимые со званием бойца Добровольческого украинского корпуса „Правого сектора“. Те представители силового блока, которые не войдут в боевые или территориальные структуры Корпуса, будут считаться не имеющими отношения к „Правому сектору“».
Командиром корпуса был назначен Андрей Стемпицкий, начальником штаба — Валерий Воронов.
В «Правом секторе» ДУК рассматривали как часть «военно-политического движения „Правый сектор“», но добровольцев, в том числе иностранных граждан, принимали независимо от партийной принадлежности.
Как утверждалось корреспондентом газеты «Зеркало недели» в августе 2014 года, численность постоянного состава ДУК, находившегося на фронте, примерно соответствовала батальону.
29—30 июля 2014 года 93-я отдельная механизированная бригада ВСУ совместно с 5-м батальоном ДУК овладели городом областного значения Авдеевка в 6 км севернее Донецка.
1 августа 51-я отдельная механизированная бригада ВСУ совместно с подразделениями ДУК с боем взяли город районного значения Красногоровка Донецкой области.
С сентября 2014 года подразделения ДУК совместно с ВСУ выполняли задачу по обороне Донецкого аэропорта и прилегающего посёлка Пески.
В конце апреля 2015 года боевые подразделения ДУК были официально отведены с линии фронта.
В июне 2016 года стало известно о гибели четырёх бойцов первой отдельной штурмовой роты ДУК «Правый сектор» на шахте «Путиловская» («Бутовка Донецкая») в районе Авдеевки. Как признал представитель Украины в рабочей подгруппе Трёхсторонней контактной группы по вопросам безопасности Е. Марчук, этот инцидент продемонстрировал, что на украинской стороне фронта кроме подразделений ВСУ и Национальной гвардии остаются и добровольческие батальоны, хотя, по Минским договорённостям, они не могут там находиться, и должны быть выведены.

## Отношения с властью
16 августа 2014 года лидер «Правого сектора» Дмитрий Ярош и командир ДУК Андрей Стемпицкий через сайт «Правого сектора» обратились с открытым письмом к президенту Украины Петру Порошенко, обвинив первого заместителя главы МВД Украины Владимира Евдокимова в поддержке сепаратизма, терроризма и антиукраинской деятельности, в том числе попытках уничтожить ДУК. Авторы письма, в частности, жаловались на то, что их подчинённые подвергаются со стороны милиции незаконным задержаниям, арестам, избиениям, обыскам, у них изымается оружие, добытое в бою. Ярош и Стемпицкий потребовали увольнения виновных руководителей МВД и расследования их деятельности, угрожая в случае невыполнения их требований в течение 48 часов снять все подразделения ДУК с фронта, объявить всеобщую мобилизацию резервных батальонов и начать поход на Киев с целью проведения «быстрых реформ» в МВД.
В сентябре Дмитрий Ярош осудил принятие Верховной радой по инициативе президента Порошенко закона о статусе отдельных районов Донбасса, назвав его антиконституционным и антигосударственным.
6 января 2015 года советник президента Украины Юрий Бирюков сообщил СМИ, что «Правый сектор» отказался перевести свои вооружённые формирования под контроль министерства обороны. По его словам, членам группировки были предложены схемы «полной легализации» — в частности, предлагалась обязательная служба по контракту, однако «Правый сектор» от этого отказался.
13 февраля 2015 года Дмитрий Ярош заявил, что ДУК «ПС» оставляет за собой право не выполнять распоряжения ВСУ о прекращении огня и оставляет за собой право продолжить активные боевые действия согласно собственным планам.
15 февраля 2015 года Дмитрий Ярош заявил, что ДУК «ПС» будет соблюдать перемирие. «Если такое чудо случится (прекращение огня со стороны боевиков, — ред.), то ДУК ПС как государственная силовая структура, вместе со всеми патриотическими силами, поддержит выбранный Президентом курс. Мы тоже хотим мира! Но считаем, что достичь его можно одним способом — одержав военную победу над российско-террористическими формированиями», — заявил Ярош. «Выполняя приказ Верховного главнокомандующего, ДУК ПС соблюдает перемирие и готовится к дальнейшим активным действиям по освобождению украинской земли от российско-террористических оккупантов», дополнил позже Ярош.
В апреле 2015 года командованием АТО было приказано убрать боевые подразделения ДУК ПС с линии фронта в тыл. Бойцам было предложено переходить на службу в ВСУ в индивидуальном порядке, однако командование ДУК ПС требовало особых условий — перехода в состав ВСУ как единого структурного подразделения. В конце апреля боевые подразделения ДУК ПС отошли в тыл на свою тренировочную базу в Днепропетровской области. База была окружена блокпостами 95-й и 25-й бригад. Пошли слухи о том, что «Правый сектор» приказано либо разоружить за отказ перейти в подчинение ВСУ, либо просто подвергнуть устрашению для «поддержания порядка».
11 июля 2015 года в Мукачеве произошло вооружённое столкновение бойцов ДУК «Правый сектор» с сотрудниками милиции, переросшее в противостояние между «Правым сектором» и властью, но завершившиеся громкой взаимной риторикой.
В августе-сентябре 2015 года появились сообщения о том, что несколько десятков бойцов ДУК «Правый сектор» переходят на службу по контракту в центр специальных операций «Альфа» СБУ. По словам Яроша, формирующееся подразделение будет создано на базе 8-го батальона, дислоцированного в районе Мариуполя (сектор «М»).
В сентябре 2015 года в Ровенской области была задержана группа вооружённых лиц, назвавшихся представителями ячейки ДУК «Правый сектор» и организовавших незаконную добычу янтаря в селе Боровое Заречненского района, вырученные средства от реализации которого, по их словам, должны были пойти на нужды бойцов АТО. В ходе задержания был ранен один местный житель. Сотрудникам милиции были переданы изъятые оружие и боеприпасы.
12 сентября 2015 года Андрей Стемпицкий как руководитель организации «Тризуб» издал приказ, запрещающий членам организации добровольно поступать на службу в силовые структуры Украины (за исключением призыва в ВСУ) «в связи с активизацией репрессий против националистического движения».
2 февраля 2016 года главный военный прокурор Украины Анатолий Матиос в эфире радиостанции Громадське радіо заявил, что ДУК «Правый сектор» по всем юридическим признакам и согласно украинской Конституции является незаконным вооружённым формированием. Военный прокурор высказался против оружия в тылу «под лозунгами патриотизма» и отметил, что если «начнём закрывать на это глаза, то в Украине наступит хаос». При этом он добавил, что многие погибшие бойцы Правого сектора являются героями, защищавшими страну.

## Структура
В состав корпуса входят мобилизационные пункты, учебные центры и батальоны, которые делятся на боевые (принимающие непосредственное участие в боевых действиях) и запасные.
«Всего их будет больше двадцати — этих батальонов запаса. Плюс два батальона, которые уже воюют там, на Востоке, и которым мы постоянно даем пополнение, и три учебных центра […] Настоящими бойцами батальона будут те, кого мы отправили в зону АТО и прошедшие боевые действия, и вернувшиеся назад. Происходить будет так: приходят добровольцы, проходят обучение, боевое слаживание, едут в зону АТО, а по возвращении назад они вступают в ряды запасного батальона. Мы должны быть уверены, что эти люди имеют боевой опыт и могут быть привлечены либо на территории Закарпатья, если в этом будет необходимость, или на территории всей Украины — куда будет приказ выезжать. А это могут быть очень разные точки»
— Александр Сачко, руководитель «Правого сектора Закарпатья»
.

### Руководство
- Командир корпуса — Андрей Стемпицкий («Летун»)
- Начальник штаба — Олег Кузько («Кулибин»)[29]

### Учебные центры
Действуют три учебных центра. Один из них располагается в Черниговской области.

### Боевые подразделения
В июле — августе 2014 года в состав ДУК входил добровольческий «Батальон ОУН» (прежнее наименование — «Азов-Січ», командир батальона Николай Кохановский, заместитель командира Борис Гуменюк), который впоследствии перешёл в подчинение мотострелковой бригаде ВСУ.
- 5-й отдельный (Донецкий) батальон: командир — «Черный». База батальона находилась на территории заброшенного детского лагеря недалеко от границы Днепропетровской и Донецкой областей. Именно в этом батальоне находился лидер «Правого сектора» Дмитрий Ярош[32][33].
- 7-й отдельный (Хмельницкий) батальон (с 26.06.2015 — 7-й запасной (Хмельницкий) батальон, при этом, как утверждалось в приказе по ДУК, часть личного состава, выполнявшая боевую задачу на фронте, была переформирована в 2-ю отдельную тактическую группу). Согласно сообщениям СМИ, однако, почти весь личный состав 7-го батальона (41 чел.) после событий в Мукачеве принял решение перейти в добровольческий полк «Азов» в составе Национальной гвардии Украины. По словам бывшего командира батальона Руслана Камчалы, «мотив простой: сколько времени воюем, а „Правый сектор“ стал более коррумпированным и вышел за рамки закона. Поэтому мы решили всем бывшим подразделением из „Правого сектора“ выходить»[34][35].
- Чеченский батальон им. Шейха Мансура (БШМ)[36].
- Тактическая группа «Беларусь»[37].

### Запасные батальоны ДУК
- 1-й запасной (Закарпатский) батальон[28]. Создан 22 июля 2014 года в Ужгороде на базе силового блока «Правого сектора»[38]. С 15 марта 2015 года командир — Роман Стойка («Чесний»), начальник штаба — «Комендант»[39]. В июле 2015 года группа бойцов под командованием командира батальона оказалась замешана в инциденте в Мукачеве[40].
- 2-й запасной (Львовский) батальон: командир — «Хаммер», заместитель — «Июнь», начальник штаба — «Бескид». Создан 23 июля 2014 года на базе силового блока «Правого сектора»[41].
- 3-й запасной (Волынский) батальон (3-й ЗБат «Волынь»): командир — «Матвей», заместитель — «Юра Пассат», начальник штаба — «Вишнев»[42].
- 4-й запасной (Ивано-Франковский) батальон: командир — «Лютый»[2].
- 6-й запасной (Тернопольский) батальон: командир — «Гатило», начальник штаба — «Кривонос»[43].
- 7-й запасной (Хмельницкий) батальон.
- 10-й запасной (Ровненский) батальон им. Музычко.
- 11-й запасной (Киевская область) батальон (11-й ЗБат «Марусины медведи»). В апреле 2015 года часть бойцов перешла на контрактную службу в 79-ю отдельную аэромобильную бригаду[44].
- 12-й запасной (Херсонский) батальон.
- 13-й запасной (г. Киев).
- 14-й запасной (Днепропетровский).
- 15-й запасной (Харьковский) батальон : командир — «Самурай».
- 16-й запасной (Черновицкий) батальон.
- 17-й запасной (Полтавский) батальон.
- 18-й запасной (Николаевский) батальон.

В июле 2015 года было начато создание запасных батальонов в Черниговской, Сумской и Кировоградской областях.
В феврале 2016 года Ярош в своём интервью упоминал «недавно созданную Украинскую Добровольческую Армию», в составе которой он назвал всё те же «пятый батальон, постоянный состав которого — 200 человек, а по штату — 637 человек. Восьмой батальон — это 317 человек, плюс медицинская служба „Госпитальеры“ — несколько сотен человек…» .